# Autópálya M43
Autópálya M43 (ungarisch für ,Autobahn M43‘) ist eine in West-Ost-Richtung verlaufende Autobahn in Ungarn und Teil der Europastraße 68. Sie beginnt beim Autobahnkreuz mit der Autópálya M5 westlich von Szeged und endet bei Nagylak an der Staatsgrenze zu Rumänien, wo sie in die rumänische Autobahn A1 einmündet.
Die Autobahn ist seit Herbst 2011 bis nach Makó fertiggestellt. Durch diese Eröffnung des Teilstücks wird die Stadt Szeged bereits stark entlastet.
Bei der Finanzierung wirft die Europäische Union der ungarischen Nationalen Entwicklungsagentur beim Wirtschaftsministerium Unregelmäßigkeiten vor. So sei die Berechnungsgrundlage für die Gewährung von Beihilfe verfälscht worden und 37,5 Mio. Euro zu Unrecht gezahlt worden. Diese seien zurückzuerstatten. Die Bauarbeiten am letzten Autobahnabschnitt bis zur rumänischen Grenze und der rumänischen Autobahn A1 begannen Ende 2012 und sollten bis 30. September 2014 dauern. Am 11. Juli 2015 wurde die Autobahn bis zur Grenze nach Rumänien freigegeben.

## Streckenfreigaben
| Abschnitt                               | Länge   | Inbetriebnahme    |
| --------------------------------------- | ------- | ----------------- |
| Szeged-Nord – Szeged-Rókus              | 3,0 km  | 10. Dezember 2015 |
| Szeged-Rókus – Sándorfalva              | 4,4 km  | 1. April 2010     |
| Sándorfalva – Szeged-Felsőváros         | 3,3 km  | 7. Oktober 2010   |
| Szeged-Felsőváros – Makó                | 23,9 km | 20 April 2011     |
| Makó – Rumänische Grenze (Csanádpalota) | 23,1 km | 11. Juni 2015     |

## Abschnitte als Europastraße
Folgende Europastraßen verlaufen entlang der Autópálya M5:
- E 68: Szeged-észak (Autobahnkreuz M5)–rumänische Grenze

## Verkehrsaufkommen
Es zweigt von der Autobahn M43 ab und führt in Richtung Makó, Arad, Timișoara und Bukarest.
Durchschnittlicher täglicher Verkehr auf der Autobahn
| Abschnitt                                   | DTV    |
| ------------------------------------------- | ------ |
| Szeged (Kreuz M5 – Szeged-Rókus)            | 21.654 |
| Makó (Maroslele – Makó)                     | 25.493 |
| Csanádpalota (Csanádpalota – Grenzübergang) | 10.637 |

## Gebührenpflichtige Strecken
Die M43 in Ungarn ist fast komplett gebührenpflichtig.
Siehe auch Maut in Ungarn

### Komitatsweite Vignette
Seit dem 1. Januar 2015 kann die Autobahn M43 mit einem nationalen E-Aufkleber oder der folgenden komitatsweit geltenden Vignette benutzt werden:
| Komitat         | Verwendbarer Abschnitt                                                       |
| --------------- | ---------------------------------------------------------------------------- |
| Csongrád-Csanád | ab dem Autobahnkreuz M5 bis zum Grenzübergang bei Csanádpalota (volle Länge) |